# 第63回全国高等学校サッカー選手権大会
第63回全国高等学校サッカー選手権大会（だい63かいぜんこくこうとうがっこうサッカーせんしゅけんたいかい）は、1985年1月に行われた、全国高等学校サッカー選手権大会である。

## 概要
- キャッチフレーズ 思いっきり青春

### 日程
- 開会式　1月1日
- 1回戦　1月2日
- 2回戦　1月3日
- 3回戦　1月4日
- 準々決勝　1月6日
- 準決勝　1月7日
- 決勝　1月8日

### 使用会場
- 国立霞ヶ丘競技場陸上競技場（準決勝・決勝）
- 西が丘サッカー場（1回戦～準々決勝）
- 千葉県総合運動場陸上競技場（1回戦・2回戦・準々決勝）
- 埼玉県大宮公園サッカー場（1回戦～準々決勝）
- 江戸川区陸上競技場（1回戦～3回戦）
- 三ツ沢公園球技場（1回戦～3回戦）
- 習志野市秋津サッカー場（1回戦～3回戦）
- 浦和市駒場陸上競技場（1回戦～3回戦）
- 等々力陸上競技場（1回戦～2回戦）

## 出場校
北海道・東北
- 北海道代表 室蘭大谷
- 青森県代表 五戸
- 岩手県代表 盛岡商
- 宮城県代表 東北
- 秋田県代表 秋田経法大付
- 山形県代表 山形東
- 福島県代表 磐城

関東
- 茨城県代表 日立工
- 栃木県代表 国学院栃木
- 群馬県代表 前橋商
- 埼玉県代表 武南
- 千葉県代表 八千代松陰
- 東京都A代表 帝京
- 東京都B代表 暁星
- 神奈川県代表 藤沢西
- 山梨県代表 東海大甲府

北信越・東海
- 新潟県代表 新潟工
- 富山県代表 富山一
- 石川県代表 金沢西
- 福井県代表 大野
- 長野県代表 上田東
- 岐阜県代表 岐阜工
- 静岡県代表 藤枝東
- 愛知県代表 刈谷
- 三重県代表 四日市工

近畿
- 滋賀県代表 守山
- 京都府代表 山城
- 大阪府代表 北陽
- 兵庫県代表 伊丹西
- 奈良県代表 大淀
- 和歌山県代表 和歌山北

中国
- 鳥取県代表 米子工
- 島根県代表 大社
- 岡山県代表 作陽
- 広島県代表 広島工
- 山口県代表 山口

四国
- 徳島県代表 徳島商
- 香川県代表 高松商
- 愛媛県代表 南宇和
- 高知県代表 高知農

九州
- 福岡県代表 東海大五
- 佐賀県代表 佐賀商
- 長崎県代表 島原商
- 熊本県代表 九州学院
- 大分県代表 中津工
- 宮崎県代表 小林工
- 鹿児島県代表 鹿児島商
- 沖縄県代表 与勝

## 試合

### 1回戦
- 刈谷 1 - 0 徳島商
- 前橋商 2 - 0 山口
- 富山一 0 - 2 広島工
- 八千代松陰 0 - 2 北陽
- 五戸 3 - 0 米子工
- 国学院栃木 3 - 1 東海大五
- 上田東 0 - 6 大淀
- 武南 1 - 1(PK5 - 4) 鹿児島商

- 大野 1 - 3 作陽
- 日立工 2 - 1 守山
- 岐阜工 1 - 0 伊丹西
- 山形東 1 - 5 九州学院
- 中津工 2 - 2(PK4 - 2) 金沢西
- 和歌山北 0 - 6 新潟工
- 高松商 1 - 0 東北
- 佐賀商 0 - 3 暁星

### 2回戦
- 帝京 3 - 0 高知農
- 刈谷 1 - 1(PK6 - 7) 前橋商
- 広島工 0 - 0(PK3 - 4) 北陽
- 秋田経法大付 1 - 1(PK4 - 5) 大社
- 盛岡商 0 - 5 山城
- 五戸 1 - 2 国学院栃木
- 大淀 1 - 2 武南
- 室蘭大谷 1 - 1(PK1 - 3) 四日市工

- 東海大甲府 5 - 0 与勝
- 作陽 0 - 2 日立工
- 岐阜工 1 - 4 九州学院
- 磐城 0 - 2 島原商
- 小林工 0 - 2 藤沢西
- 中津工 1 - 2 新潟工
- 高松商 1 - 1(PK5 - 4) 暁星
- 南宇和 0 - 2 藤枝東

### 3回戦
- 帝京 2 - 1 前橋商
- 北陽 2 - 0 大社
- 山城 2 - 0 国学院栃木
- 武南 2 - 0 四日市工

- 東海大甲府 0 - 1 日立工
- 九州学院 1 - 2 島原商
- 藤沢西 0 - 0(PK3 - 4) 新潟工
- 高松商 0 - 5 藤枝東

### 準々決勝
- 帝京 2 - 0 北陽
- 山城 0 - 1 武南

- 日立工 0 - 1 島原商
- 新潟工 0 - 1 藤枝東

### 準決勝
- 帝京 1 - 0 武南
- 島原商 0 - 0(PK4 - 2) 藤枝東

### 決勝
- 帝京 1 - 1(延長0 - 0) 島原商（両校優勝）

## 得点王
- 松山博明 (山城) 5得点

## 主な出場選手
- 中山雅史 (藤枝東)
- 井原正巳 (守山)
- 河村孝 (山口)
- 岩井厚裕（帝京）
- 植村修一（島原商）
- 神田勝夫（新潟工）